# المسيو (السبرة)

تعديل مصدري - تعديل

المسيو محلة تابعة لقرية ذوعسل، التابعة لعزلة عينان بمديرية السبرة إحدى مديريات محافظة إب في الجمهورية اليمنية.، بلغ تعداد سكانها 54 حسب تعداد اليمن لعام 2004.